# Tóth Ivett
Tóth Ivett (Budapest, 1998. december 20. –) hatszoros felnőtt magyar bajnok műkorcsolyázó, olimpikon.

## Sportpályafutása
2017 januárjában a műkorcsolya- és jégtánc-Európa-bajnokságon Ostravában a nyolcadik lett.
Március végén a műkorcsolya- és jégtánc-világbajnokságon Helsinkiben a huszadik helyen végzett, s ezzel megszerezte az első hivatalos kvótát a 2018-as téli olimpiai játékokra Magyarország számára (vagyis nemzeti kvótát szerzett).
Májusban addigi edzője, Gór-Sebestyén Júlia megvált tőle; Tóth Ivett edzője ezután a belga Linda van Troyen lett, koreográfusa azonban továbbra is a francia Benoît Richaud maradt.
Augusztusban lábközépcsonttörést szenvedett, és csak december elején kezdhette el újra a versenyzést: megnyerte a Mikulás-kupát.
December közepén Kassán zajlott a visegrádi országok részvételével a Négy Nemzet műkorcsolya-bajnokság, ami egyben a felnőtt magyar bajnokságnak is számított. A versenyen második legjobb magyarként a harmadik helyet szerezte meg a második helyezett Medgyesi Fruzsina mögött.
A 2018. évi téli olimpiai játékok magyar csapatának versenyzője volt.
2018. február 21-én az egyéni műkorcsolya rövid programjában a 23. helyen végzett, így jogot szerzett rá, hogy bemutathassa kűrjét is. A rövidprogramját az AC/DC Back in Black és a Thunderstruck című zenérire futotta, amivel osztatlan közönségsikert aratott, mind a helyi nézők, mind pedig a világmédia körében. Február 23-án a kűrjére 97,21 pontot kapott, összesítésben pedig a 23. helyen fejezte be a versenyt.
A Milánóban rendezett műkorcsolya- és jégtánc-világbajnokságon  23. lett.
A 2019-es minszki műkorcsolya és jégtánc Európa-bajnokságon a rövid programok versenyében a 13., szabadprogramjával 10., összetettben pedig 13. lett. A 2020-as, grazi műkorcsolya és jégtánc Európa-bajnokságon 21. lett.
2021 novemberében bejelentette a visszavonulását.

## Díjai, elismerései
Az év magyar műkorcsolyázója (2019)